# Francisco Periñán Molina
Francisco Periñán Molina (Cadis, 1951) és un director i guionista de cinema espanyol. Es llicencià en cinematografia i mitjans audiovisuals a la Universitat de Vincennes i es titulà en direcció cinematogràfica per l'Institut des Hautes Études Cinématographiques (IDHEC) de París el 1977 amb el migmetratge Larga noche, que va ser presentada al Festival Internacional de Cinema de Sant Sebastià.
S'ha dedicat principalment a la docència com a director del Centro de Enseñanzas de la Imagen de Madrid i fent seminaris a la Universitat Autònoma de Madrid i a l'ECAM. El 1980 va rodar el curtmetratge Ana manuscrito com a monòleg d'una jove violada, que va rebre una distinció del Ministeri de Cultura d'Espanya i va participar en el Festival Internacional de Cinema de Berlín.
El 1990 va rodar el seu primer llargmetratge, Contra el viento. que va participar en la secció oficial de la 38a edició del Festival Internacional de Cinema de Sant Sebastià. i va rebre dues nominacions als Premis Goya (millor actriu secundària i director novell) Malgrat ser considerada una pel·lícula prometedora no va tornar a dirigir cap llargmetratge, tot i que ha treballat com a assistent de director a Terca vida (2000), Clara y Elena (2001), Un Franco 14 Pesetas (2006), El camino de los ingleses (2006) i Café solo o con ellas (2007). També ha realitzat l'escenografia artística de l'espectacle ORION (2007) de Cesc Gelabert i Lydia Azzopardi.

## Obres
- La isla de los sueños –Cádiz, 1810-1812–. Relatos y aventuras en una ciudad sitiada. (2010)
- La magia del Sur (2018).[6]